# Сантебаль
Сантебал (кхмер. សន្តិបាល - Полиция безопасности) — тайная политическая полиция левоэкстремистского режима «Красных кхмеров», находившихся у власти в Камбодже в 1975—1979 годах. Являлась аналогом спецслужб коммунистических стран, таких как НКВД СССР, МГБ ГДР и др. Название «Сантебал» образовано от двух кхмерских слов: сантисук (что означает безопасность) и норкобаль (полиция).
Сотрудники этой организации причастны ко множеству военных преступлений и преступлений против человечности, а её руководители являются одними из главных организаторов геноцида в Камбодже. В годы правления «красных кхмеров» Сантебал являлся внутренней службой безопасности режима: в её ведении находилась система концентрационных лагерей для политических заключенных (таких как печально известный Туольсленг), в которых за годы геноцида были замучены и убиты десятки тысяч человек. По процентному числу убитых (до четверти населения) режим «красных кхмеров» считается одним из самых жестоких в истории.

## История
Сантебал, как служба безопасности режима, являлась частью организационной структуры «красных кхмеров» задолго до их прихода к власти в Камбодже. Еще в 1971 году, «красные кхмеры» под руководством Ван Вета и Сон Сена создали «специальную зону» на окраинах Пномпеня. Большинство руководителей Сантебаля, такие как «товарищ Чан», родом из Кампонгтхома — родной провинции Дуча.
После прихода власти «красных кхмеров» в 1975 году, Дуч перенес свою штаб-квартиру в Пномпень и теперь находился в непосредственном подчинении Сон Сена. Небольшая часовня в столице стала использоваться для заключения узников режима, число которых на тот момент было менее двухсот человек. В январе следующего года, Дуч перебрался в Такмау, что на южной окраине Пномпеня. В марте он нанял еще 20 надзирателей. В июне, тюрьма окончательно изменила своё месторасположение, на этот раз бывшей школы, ныне известной как Туольсленг.

## Геноцид
Даже одного анонимного доноса в охранку было достаточно, чтобы сотрудники Сантебаля — «соансроки» — убили человека. Они арестовывали, жестоко пытали и убивали всех, кого они подозревали в принадлежности к категориям предполагаемых «врагов». Сюда входили:
- Любые люди, имевшиеся связи с бывшим правительством Лон Нола или с властями других государств;
- Специалисты и представители интеллигенции — сюда входили практически все образованные люди, и даже те, кто просто носил очки  (что, по мнению «красных кхмеров», означало, что человек был начитанным)[4]. Многие деятели культуры, в том числе музыканты, писатели и кинематографисты стали жертвами режима.
- Этнические вьетнамцы, китайцы, тайцы и другие национальные меньшинства. Также террору подверглись камбоджийские христиане (большинство из которых было католиками), мусульмане и буддийские монахи.